# Christian Nold
Christian Nold, född den 22 juni 1626, död den 22 augusti 1683, var en dansk teolog och orientalist.
Nold var prästson från Skåne. Efter en utländsk resa 1654-60 utnämndes han 1664 till professor i teologi vid Köpenhamns universitet, men avsattes redan 1667, emedan han i en lärobok i logik hade som exempel på logiska slutledningar valt några satser, som ansågs angripa enväldet och den ortodoxa teologin. Han blev likväl återinsatt i sitt ämbete 1676 och behöll det till sin död. Som författare gjorde Nold sig bemärkt genom ett stort latinskt arbete om de hebreiska partiklarna, Concordantiæ particularum ebræo-chaldaicarum (1679).